# Ботнически залив
Ботнически залив (на фински: Pohjanlahti; на шведски: Bottniska viken) е залив в северната част на Балтийско море, разположен между западното крайбрежие на Финландия, източното крайбрежие на Швеция и Аландските острови на юг.

## Етимология
Според най-широко разпространената версия, името на залива най-вероятно произлиза от староскандинавското botn, което означава „залив“.

## Географска характеристика
Заливът е с дължина от 668 km и ширина между 80 и 240 km, средната му дълбочина е около 60 m, а максималната – 295 m. Площ 117 хил.km2. В средната си част има множество плитчини и Васийските шхери, които го разделят на 2 части: северна Боттенвинк (Ботнически залив) и южна – Боттенхав (Ботническо море), които чрез протока Норра Кваркен се свързват помежду си. На юг Ботническо море се свързва с останалата част на Балтийско море чрез протока Сьодра Кваркен (между Аландските острови и бреговете на Швеция. Крайбрежните му части изобилстват от малки островчета – шхери. Максималната дълбочина в Боттенвинк е 112 m, а в Боттенхав – 295 m. Дълбочината и площта на Ботническия залив постоянно намаляват, тъй като земята се повдига, след като е била натисната надолу от континентален лед по времето на последната ледникова епоха. Издигането е средно с 80 cm на всеки сто години. Теченията в залива циркулират в посока обратна на часовниковата стралка. В придънния воден слой се наблюдава движение на по-солени води от Балтийско море на север в залива. Средната февруарска температура на водата на повърхността е около 0 °C, средна августовска 12 – 13 °C. Големият приток на речна вода (135 km3 годишно) и валежите (26 km3 годишно) определят ниската соленост на водата – от 1 до 3‰ на север до 4 – 5‰ на юг, което благоприятства условията на живот на сладководните риби, които са в изобилие. Тъй като е почти сладководен, заливът замръзва за около пет месеца всяка година – от края на октомври или началото на ноември до началото на май. Приливите на юг са смесени, а на север – денонощни с амплитуда около 0,1 m.

## Геология
В геологическо отношение Ботническия залив е древна депресия с тектонски произход. Депресията частично е запълнена със седиментни наслаги, отложени през докамбрия и палеозоя. Докато ледници обхващат района постоянно през последните 2,5 милиона години, ледниковата ерозия има ограничен ефект върху топографията. Продължаващото следледниково издигане се смята, че ще раздели Ботническия залив на южен залив и северно езеро в региона на протока Кваркен след около 2000 години.

## Икономика
Земята около Ботническия залив е силно залесена. Секат се дървета, които след това се преместват към дъскорезници на брега. Заливът също е важен за транспорта на нефт към бреговите градове и транспорта на руда към стоманолеярните. В Ботническия залив ледоразбивачи помагат на пристанищата през половината година.
Риболовът е слабо развит, като основно се лови селда. Замърсяването на водата е проблем, тъй като водата е затворена от голям водосборен басейн и не е добре свързана със свежите атлантически води. Нивата на живак са завишени, но според финландските власти, рибата е годна за консумация.
Основни пристанища са: Умео, Люлео, Сундсвал, Йевле в Швеция; Вааса, Оулу (Улеаборг), Пори във Финландия.